# タイリーク・ヒル
タイリーク・ヒル（Tyreek Hill、1994年3月1日 - ）は、アメリカ合衆国ジョージア州ダグラス出身のプロアメリカンフットボール選手。ポジションはワイドレシーバー（WR）とリターナー（KR/PR）。NFLのマイアミ・ドルフィンズに所属。ニックネームは、足の速さに因んだチーター（Cheetah）。パントリターナーとしてNFL2010年代のオールディケードチームに指名された。

## 経歴

### プロ入り前
ジョージア州で生まれる。高校までは陸上短距離が専門で、2012年世界ジュニア陸上競技選手権大会に出場し、4×100mリレーで金メダル、200mで銅メダルを獲得している。当時の最高記録は200メートルで20秒14、100メートルでは10秒19であった。カンザス州のガーデンシティ・コミュニティカレッジ（2年制）に入学。在学時に100メートル走で9秒98を記録した。2014年に卒業した後、オクラホマ州立大学に編入する。1シーズンでラン534ヤード、レシーブ381ヤードなどを記録し、リターンヤード996は全国2位になるなどチームに貢献するも、2014年12月に家庭内暴力で逮捕され、退学する。2015年9月に西アラバマ大学に編入した。2016年のNFLドラフトでは、前述の刑事事件もあり、指名が危ぶまれたものの、結果的に第5巡（全体165位）でチーフスに指名された。 西アラバマ大学からのNFL選手は、1974年にダラス・カウボーイズに入団したケン・ハッチャーソン以来となる。

### カンザスシティ・チーフス
当初、リターナー（KR/PR）として入団し、ワイドレシーバー（WR）にとしては控えだった。2016年のルーキーシーズンは、全試合に出場し、593レシーブヤードと6タッチダウン、267ラッシュヤードと3ラッシングタッチダウンなどに加え14のキックリターンと2タッチダウン、39パントリターナーでシーズンを終えた。また、PRとしてプロボウルにも選出された。
2017年、2年連続でPRとしてプロボウルに選ばれた。 
2018年、11月29日のロサンゼルス・ラムズ戦でチーム史上2位となる215レシーブヤードを記録した。この試合は、54-51でラムズが勝利したが、記録づくしの試合となった。キャリア最高の87回のレシーブで、1,479ヤードと12回のタッチダウンを記録し、シーズンを終えた。3年連続でプロボウルに選ばれた。
2019年4月26日、チーフスGMのブレット・ビーチは、ヒルが児童虐待を行ったため、活動停止を発表した。しかし、7月19日にNFLはヒルが行動方針に違反してはいないと示したため、調査のため懲戒処分を受けないことを発表した。 その後、9月6日にヒルは3年5,400万ドルの契約延長に合意した。シーズンは、第1週で鎖骨を負傷し、以降欠場するも第6週に復帰した。チーフスが12勝4敗でシーズンを終え、プレーオフも勝ち上がり、第54回スーパーボウルに出場した。スーパーボウルでは、レシーブ105ヤードで9のパスレシーブを記録した。チームは31-20で勝利し、2度目の優勝を果たした。4年連続でプロボウルに選ばれた。
2020年、ミズーリ州リーズ・サミットのリーズサミット北高校でアシスタントコーチを始めた。このシーズンは開幕から4試合連続でタッチダウンを決めた他、第12週のタンパベイ・バッカニアーズ戦ではキャッチ13回で269ヤード、3タッチダウンを記録し、週間MVPに選出された。チームは2年連続で地区優勝を果たした。5年連続でプロボウルに選ばれた。
2021年シーズンは17試合に出場し、111回のレシーブで1239ヤード、レシーブタッチダウンを9回記録した。またプロボウルに6年連続で選出された。しかし、オフにチーフスとの契約延長がまとまらず、チームからトレード移籍の模索を許可された。

### マイアミ・ドルフィンズ
2022年3月24日、2022年のNFLドラフト1巡目(全体29番目)、2巡目、4巡目、さらに2023年のNFLドラフト4巡目、6巡目と交換でマイアミ・ドルフィンズに移籍し、4年総額1億2,000万ドルの契約延長に合意した。
2022年シーズンは移籍1年目の選手としては新記録となる1,710ヤードをレシーブし、2年ぶりのオールプロファーストチームに選出された。
2023年シーズンはリーグトップとなる1,799ヤードのレシーブと13回のタッチダウンを記録し、2024年シーズン開幕前に発表されるNFLトップ100ではワイドレシーバーとして史上初めて1位に選ばれた。
2024年8月3日、契約期間は変わらず2026年シーズンまでだが、保証額が増加した3年9,000万ドルの契約の再構築にドルフィンズと合意した。シーズンでは全17試合に先発出場したが、QBトゥア・タゴヴァイロアの負傷離脱や、自身も手首に負傷を抱えていたことで959レシーブ獲得ヤードに留まった。プロ入り後初めてプレーオフを逃すシーズンとなり、8年連続で選出されていたプロボウルも逃した。シーズン終了直後には他のチームでのプレーを要望したが、ドルフィンズはこれを却下し、のちにヒルもこれを撤回した。

## 詳細情報

### 年度別成績

#### レギュラーシーズン
| 年度     | チーム   | 背 番 号 | 試合 | 試合 | レシーブ | レシーブ    | レシーブ         | レシーブ    | レシーブ | ラン | ラン        | ラン             | ラン        | ラン | リターン | リターン    | リターン         | リターン    | リターン | ファンブル    | ファンブル |
| 年度     | チーム   | 背 番 号 | 出場 | 先発 | 回数     | 獲得 ヤード | 平均 獲得 ヤード | 最長 ヤード | TD       | 回数 | 獲得 ヤード | 平均 獲得 ヤード | 最長 ヤード | TD   | 回数     | 獲得 ヤード | 平均 獲得 ヤード | 最長 ヤード | TD       | ファン ブル数 | ロスト     |
| -------- | -------- | -------- | ---- | ---- | -------- | ----------- | ---------------- | ----------- | -------- | ---- | ----------- | ---------------- | ----------- | ---- | -------- | ----------- | ---------------- | ----------- | -------- | ------------- | ---------- |
| 2016     | KC       | 10       | 16   | 1    | 61       | 593         | 9.7              | 49          | 6        | 24   | 267         | 11.1             | 70          | 3    | 53       | 976         | 18.4             | 95          | 3        | 4             | 1          |
| 2017     | KC       | 10       | 15   | 13   | 75       | 1,183       | 15.8             | 79          | 7        | 17   | 59          | 3.5              | 16          | 0    | 25       | 204         | 8.2              | 82          | 1        | 2             | 0          |
| 2018     | KC       | 10       | 16   | 16   | 87       | 1,479       | 17.0             | 75          | 12       | 22   | 151         | 6.8              | 33          | 1    | 20       | 213         | 10.7             | 91          | 1        | 0             | 0          |
| 2019     | KC       | 10       | 12   | 12   | 58       | 860         | 14.8             | 57          | 7        | 8    | 23          | 2.9              | 5           | 0    | 1        | 0           | 0.0              | 0           | 0        | 0             | 0          |
| 2020     | KC       | 10       | 15   | 15   | 87       | 1,276       | 14.7             | 75          | 15       | 13   | 123         | 9.5              | 32          | 2    | 1        | 0           | 0.0              | 0           | 0        | 1             | 0          |
| 2021     | KC       | 10       | 17   | 16   | 111      | 1,239       | 11.2             | 75          | 9        | 9    | 96          | 10.7             | 33          | 0    | 0        | 0           | 0.0              | 0           | 0        | 2             | 1          |
| 2022     | MIA      | 10       | 17   | 17   | 119      | 1,710       | 14.4             | 64          | 7        | 7    | 32          | 4.6              | 10          | 1    | 2        | -4          | -2.0             | -2          | 0        | 1             | 0          |
| 2023     | MIA      | 10       | 16   | 16   | 119      | 1,799       | 15.1             | 78          | 13       | 6    | 15          | 2.5              | 14          | 0    | 0        | 0           | 0.0              | 0           | 0        | 1             | 1          |
| 2024     | MIA      | 10       | 17   | 17   | 81       | 959         | 11.8             | 80          | 6        | 8    | 53          | 6.6              | 16          | 0    | 3        | 31          | 10.3             | 18          | 0        | 0             | 0          |
| NFL：9年 | NFL：9年 | NFL：9年 | 141  | 123  | 798      | 11,098      | 13.9             | 80          | 82       | 114  | 819         | 7.2              | 70          | 7    | 105      | 1,420       | 13.5             | 95          | 5        | 11            | 3          |

- 2024年度シーズン終了時
- 太字は自身最高記録
- ■はリーグ最高記録

#### ポストシーズン
| 年度 | チーム | 試合 | 試合 | レシーブ | レシーブ    | レシーブ         | レシーブ    | レシーブ | ラン | ラン        | ラン             | ラン        | ラン | リターン | リターン    | リターン         | リターン    | リターン | ファンブル    | ファンブル |
| 年度 | チーム | 出場 | 先発 | 回数     | 獲得 ヤード | 平均 獲得 ヤード | 最長 ヤード | TD       | 回数 | 獲得 ヤード | 平均 獲得 ヤード | 最長 ヤード | TD   | 回数     | 獲得 ヤード | 平均 獲得 ヤード | 最長 ヤード | TD       | ファン ブル数 | ロスト     |
| ---- | ------ | ---- | ---- | -------- | ----------- | ---------------- | ----------- | -------- | ---- | ----------- | ---------------- | ----------- | ---- | -------- | ----------- | ---------------- | ----------- | -------- | ------------- | ---------- |
| 2016 | KC     | 1    | 0    | 4        | 27          | 6.8              | 9           | 0        | 3    | 18          | 6.0              | 8           | 0    | 4        | 72          | 18.0             | 21          | 0        | 0             | 0          |
| 2017 | KC     | 1    | 1    | 7        | 87          | 12.4             | 45          | 0        | 1    | 14          | 14.0             | 14          | 0    | 3        | 25          | 8.3              | 17          | 0        | 0             | 0          |
| 2018 | KC     | 2    | 2    | 9        | 114         | 12.7             | 42          | 0        | 1    | 36          | 36.0             | 36          | 1    | 6        | -5          | -0.8             | 4           | 0        | 1             | 0          |
| 2019 | KC     | 3    | 3    | 17       | 213         | 12.5             | 44          | 2        | 2    | 11          | 5.5              | 7           | 0    | 2        | 19          | 9.5              | 19          | 0        | 1             | 1          |
| 2020 | KC     | 3    | 3    | 24       | 355         | 14.8             | 71          | 0        | 4    | 14          | 3.5              | 5           | 0    | 1        | 0           | 0.0              | 0           | 0        | 0             | 0          |
| 2021 | KC     | 3    | 3    | 23       | 285         | 12.4             | 64          | 3        | 1    | -2          | -2.0             | -2          | 0    | 2        | 37          | 18.5             | 45          | 0        | 0             | 0          |
| 2022 | MIA    | 1    | 1    | 7        | 69          | 9.9              | 19          | 0        | 2    | 5           | 2.5              | 5           | 0    | 0        | 0           | 0.0              | 0           | 0        | 0             | 0          |
| 2023 | MIA    | 1    | 1    | 5        | 62          | 12.4             | 53          | 1        | 0    | 0           | 0.0              | 0           | 0    | 0        | 0           | 0.0              | 0           | 0        | 0             | 0          |
| 計   | 計     | 15   | 14   | 96       | 1,212       | 12.6             | 71          | 6        | 14   | 96          | 6.9              | 36          | 1    | 18       | 148         | 8.2              | 45          | 0        | 2             | 1          |

- 2024年度シーズン終了時
- 太字は自身最高記録

## 私生活
ヒル氏は以前クリスタル・エスピナル氏と婚約しており、2018年9月にプロポーズしていた。二人の間には3人の子供がいる。2023年11月、ヒルは元フットボール選手ケニー・ヴァッカロの妹であるキータ・ヴァッカロと結婚した。
2023年3月、ヒルとカミーユ・ヴァルモンの間に息子が誕生した。
ヒル氏は現在、フロリダ州サウスウェストランチェスに住んでいます。ヒルはマイアミ・ドルフィンズにトレードされて間もなく、サウスウェスト・ランチーズに690万ドルで邸宅を購入した。しかし、2024年1月23日、彼の邸宅の客室で火災が発生しました。捜査官らは不審な点を疑わなかったが、後に、遊びに来ていた子供が無意識にライターに火をつけ、それが火災を引き起こしたことが判明した。火災により、邸宅内の客室のうち1部屋のみが被害を受けた。

## 法的トラブル
2014年12月12日、ヒルは妊娠数ヶ月の恋人クリスタル・エスピナルを暴行した疑いでオクラホマ州スティルウォーターで逮捕された。その結果、オクラホマ大学のフットボールチームはヒルをチームから追放した。ヒルは家庭内暴力や絞殺など複数の容疑で有罪となった。ヒルは3年間の保護観察処分を受け、怒りのコントロールカウンセリング、加害者プログラム、家庭内暴力評価を受けるよう命じられた。
2019年3月、ヒルは児童虐待の疑いで捜査を受け、事件当時3歳の息子が腕を骨折した。事件から1か月後、子供はカンザス州児童家族局に回収された。カンザスシティ・チーフスは、これらの疑惑を受けてヒルを無期限出場停止にし、調査の結果、ヒルが自分の息子を虐待した犯人であると判断されるまで、チームから彼を外す予定だった。6月10日の医療報告では、3歳の男児は確かに腕を骨折していたが、それは単なる事故であったことが示された。全米フットボールリーグはヒルの申し立てに反応したが、証拠が不十分であると判断し、ヒルを出場停止にすることはできないとした。
2023年6月18日、マイアミ警察は、口論の末にヒルが海洋センターの職員を暴行したとされる事件に出動した。ドルフィンズとナショナル・フットボール・リーグはこの事件を認識していたが、懲戒処分は義務付けられなかった。